# Ataques a las bases aéreas de Diáguilevo y Engels
Los ataques a las bases aéreas de Diáguilevo y Engels son una serie de dos presuntos bombardeos por parte de las Fuerzas Armadas de Ucrania de la base aérea de Engels en el óblast de Sarátov y la base aérea de Diáguilevo en el óblast de Riazán, que tuvo lugar el 5 de diciembre y el 26 de diciembre, durante la invasión rusa de Ucrania de 2022.

## Curso de los eventos
En la mañana del 5 de diciembre de 2022, los residentes de la ciudad de Engels informaron haber escuchado explosiones. Más tarde, dos aviones Tu-95 resultaron gravemente dañados. Esa misma mañana se reportó un ataque a la base aérea de Diáguilevo. Un Tu-22M3 resultó dañado y un camión cisterna de combustible explotó, 3 personas murieron y 6 personas resultaron heridas.
El 26 de diciembre se produjo un repetido ataque a la base aérea de Engels, que provocó la muerte de tres oficiales de las Fuerzas Armadas de Rusia. Según el Ministerio de Defensa de la Federación de Rusia, ningún equipo de aviación resultó dañado.